# Холандска политика о дрогама
| Легално или суштински легално Нелегално, али декриминализовано Нелегално, али се закон не примењује | Нелегално Нема информација |

Холандска политика о дрогама се заснива на 2 принципа:
1. Коришћење дрога је јавно здравствено питање, а не криминално.
2. Прави се разлика између тешких дрога и лаких дрога.

Холандски закон разликује да ли супстанца изазива само психичку или такође и физичку зависност. Разликују се тешке дроге, које носе „неприхватљих ризик“ (нпр. кокаин, хероин, итд.) и лаке дроге (попут печурки псилоциба и деривата конопље: хашиша и марихуане).
У Холандији је дозвољено узгајање 5 биљака конопље по особи, или поседовање 5 грама хашиша или марихуане по особи. Места на којима се конопља и магичне печурке продају су кофи шопови. 
Продаја конопље је „забрањена, али није кажњива“, па закон званично не присиљава на поштовање ових, широм нације прихваћених правила:
- не рекламирати
- не продавати и тешке дроге
- не продавати малолетницима
- не продавати више од дозвољене количине (5 грама)
- не узнемиравати јавност

Један од главних циљева овакве политике је да раздвоји тржиште тешких и лаких дрога да би уживаоци лаких теже долазили у додир са тешким дрогама. Циљ је такође избавити тржиште лаких дрога из руку криминалаца, и тако смањити криминал.